# Mængden
 Der er for få eller ingen kildehenvisninger i denne artikel, hvilket er et problem. Du kan hjælpe ved at angive troværdige kilder til de påstande, som fremføres i artiklen.

Mængden (eller på engelsk 'multituden') betegner et begreb, der adskiller sig fra andre politiske betegnelser af mennesker, såsom Folket, massen, eller hoben, da mængden til forskel fra de andre altid er internt forskellig og irreducibel. Begrebet bruges i teoretisk henseende først af Machiavelli og senere Spinoza. For nylig er udtrykket vendt tilbage på grund af Michael Hardt & Antonio Negris rekonceptualisering af mængden i deres internationale bestseller Imperiet. Hardt & Negri beskriver mængden både gennem bagudskuende analyser, ved at omskrive historiske udlægninger der hvilede på reducerende termer som folket, og derefter vende dem på vrangen og vise deres interne forskellighed. De beskriver dernæst de nutidige forhold der gør mængdens flertydige og horisontale organisationsform endnu mere aktuel, særligt ses de dette i udlægningerne af den såkaldte alter-globaliseringsbevægelse. Mængden har slutteligt potentialet til at realisere en antikapitalistisk, horisontale og revolutionær organisering, for derved at konstituere demokrati.